# 51. østlige længdekreds
Den 51. østlige længdekreds (eller 51 grader østlig længde) er en længdekreds, der ligger 51 grader øst for nulmeridianen. Den løber gennem Ishavet, Europa, Asien, Afrika, det Indiske Ocean, det Sydlige Ishav og Antarktis.